# 中国巴士与客车
《中国巴士与客车》是由中国土木工程学会城市公共交通分会、中国公路学会汽车运输学会，以及中国汽车城网站等机构合作编辑出版的大型巴士与客车专业年鉴图书，由重庆交通大学交通运输学院公共交通学者王健主编，已连续出版《巴士快速交通指南》、《年度客车报告》、《车型索引》、《发展历程》、《国际化与市场营销》、《制造商竞争力调查》、《智慧巴士及解决方案》等专题，该年鉴系列收录在《中国年鉴全文数据库》，成为中国巴士与客车制造与运营行业的重要年鉴图书。

## 中国年度客车獎
《中国巴士与客车》年鉴系列每年评选推出的「中国年度客车」是参照欧洲年度客车（Bus & Coach of the Year）评选模式，褒扬中国客车制造商在车辆技术创新、造型与配置的和谐统一、以及在国际市场上的影响力的客车大奖。
- 2006中国年度客车大奖授予郑州宇通客车的ZK6800系列，它是中国市场上富有个性特征且畅销的车型之一，2005年问世后第一年的销量就超过2,300辆
- 2007中国年度客车大奖授予苏州海格KLQ6109型客车，2006年的累计销量超过2000多辆，并成功在多哈的亚洲运动会上提供交通服务
- 2008中国年度客车大奖授予金龙XMQ6129Y系列客车，其车身造型已形成金龙客车独特的视觉识别，是中国客车设计和制造的先进之作
- 2009年度客车大奖授予百路佳JXK6137型客车，根据北美市场需求设计制造的新车型，是中国制造在国际豪华客车领域树立的新标杆
- 2010年度客车大奖授予青年年JNP6137S型双层客车，它是中国市场上第一款可在高速公路行驶的三轴双层公路与旅游客车，不仅提高运营客车的市场竞争力和创利能力，也是节能减排的创新力作，并推动中国高等级客车技术水平的发展，具有里程碑的意义。
- 2012年度客车大奖授予海格KLQ6122系列客车，它们是中国市场上第一代全线采用现代车队管理系统的车系，将其G-BOS智慧运营系统作为标准配置的制造商，它以智能化、电子化和信息化的技术手段，辅助运营商有效地进行车队管理而实现运营收益的最大化。